# Mount Wilcox
Mount Wilcox är ett berg i Antarktis. Det ligger i Västantarktis. Argentina, Chile och Storbritannien gör anspråk på området. Toppen på Mount Wilcox är 624 meter över havet.
Terrängen runt Mount Wilcox är kuperad åt sydost, men åt nordväst är den bergig. Havet är nära Wilcox åt nordväst. Trakten är obefolkad. Det finns inga samhällen i närheten.